# Paran Gadung
Paran Gadung is een bestuurslaag in het regentschap Padang Lawas Utara van de provincie Noord-Sumatra, Indonesië. Paran Gadung telt 392 inwoners (volkstelling 2010).